# Baohe, Yunnan
Baohe (kinesiska: 保和, 保和乡) är en socken i Kina. Den ligger i provinsen Yunnan, i den sydvästra delen av landet, omkring 210 kilometer söder om provinshuvudstaden Kunming. Antalet invånare är 10 168. Befolkningen består av 4 737 kvinnor och 5 431 män. Barn under 15 år utgör 22,0 %, vuxna 15-64 år 70 %, och äldre över 65 år 7,0 %.
Genomsnittlig årsnederbörd är 1 375 millimeter. Den regnigaste månaden är juli, med i genomsnitt 278 mm nederbörd, och den torraste är februari, med 22 mm nederbörd.